# Jean Richafort
Jean Richafort est un chantre et compositeur franco-flamand né vers 1480 et mort probablement à Bruges après 1547, peut-être en 1556.

## Biographie
Son lieu de naissance n’est pas identifié avec précision, il est situé entre le comté de Hainaut et Liège (il est né en tout cas dans les Pays-Bas francophones). 
Il est d’abord maître du chant à l’église cathédrale Saint-Rombaut de Malines, de décembre 1507 au plus tard jusqu’en mai 1509 ; le chœur qu’il conduit inclut deux de ses frères : Guillaume et François. C’est Noël Bauldeweijn qui lui succède, en août 1509. Dans la décennie suivante, certaines de ses compositions et quelques documents le montrent en lien avec le roi Louis XII et la reine Anne de Bretagne mais sans apparaître toutefois dans les comptes royaux. Ces tentatives pour travailler à la cour de France se soldent toutefois par l’obtention d’un bénéfice de recteur de l’église paroissiale des Touches (diocèse de Nantes), puis un poste de chantre dans la chapelle de François Ier. Lors des entrevues du pape Léon X et du roi à la fin de 1515, et au début de 1516 pour préparer le concordat de Bologne, il est récompensé par le pape avec quatre autres chantres de la Chapelle. On prête à Richafort un voyage à Rome ; on est sûr en revanche qu’il était à Bologne en 1516 peu après l’élection de Léon X.
Entre 1516 et 1528, la biographie de Richafort n’est pas établie. Il n’apparaît plus dans les comptes de la chapelle royale de France et ne réapparait avec certitude qu’en 1528, étant alors chantre basse-contre à Aardenburg près de Bruges. On le retrouve en mai 1543 succéder à Adriaen de Landsheere comme maître de chant et chapelain de l’église Saint-Gilles de Bruges, jusqu’en juin 1548 (quoiqu'il y soit remplacé dès avril 1544 par Jean Bart). Il est probablement mort en 1548 à Bruges, les archives devenant muettes à son sujet) ; toutefois la Description de tous les Pays-Bas de Lodovico Guicciardini parue en 1698 le cite comme mort en 1556.

## Œuvres
Les œuvres de Richafort sont très dispersées (dans plus de 70 éditions imprimées et 170 manuscrits) ; le livre de motets de 1556 publié à Paris est la seule édition qui lui soit entièrement consacrée. Il a écrit dans tous les genres de la tradition franco-flamande de l’époque : messes, motets, magnificat et chansons. Il est considéré comme un disciple de Josquin des Prés, dont il a utilisé plusieurs thèmes dans sa musique.
Œuvres complètes publiées dans : Johannes Richafort Opera omnia, ed. H. Elzinga, Corpus Mensurabili Musicae, LXXXI (1979–1999).

### Messes
- Missa O genitrix, 4 v. (écrite sur le motet de Loyset Compère intitulé O gloriosa)
- Missa Veni sponsa Christi, 4 v. (écrite sur son motet de même titre)
- Messe de Requiem, 6 v.

### Motets
Les motets de Richafort sont parfois écrits sur des séquences, des répons ou des psaumes ou des antiennes, de même que sur des textes dévotionnels originaux. Il emploie souvent des sections répétées (canons, cantus firmus, ostinato).
- Magnificat sexti toni, 4 v.
- Magnificat octavi toni, 4 v.
- Magnificat octavi toni, 2 v. (seuls le Fecit potentiam et le Sicut locutus est sont retrouvés).

- 37 motets, dont 19 sont publiés après sa mort dans : Joannis Richafort modulorum quatuor quinque & sex vocum, liber primus (Paris, Adrian Le Roy et Robert Ballard, 1556).

### Chansons

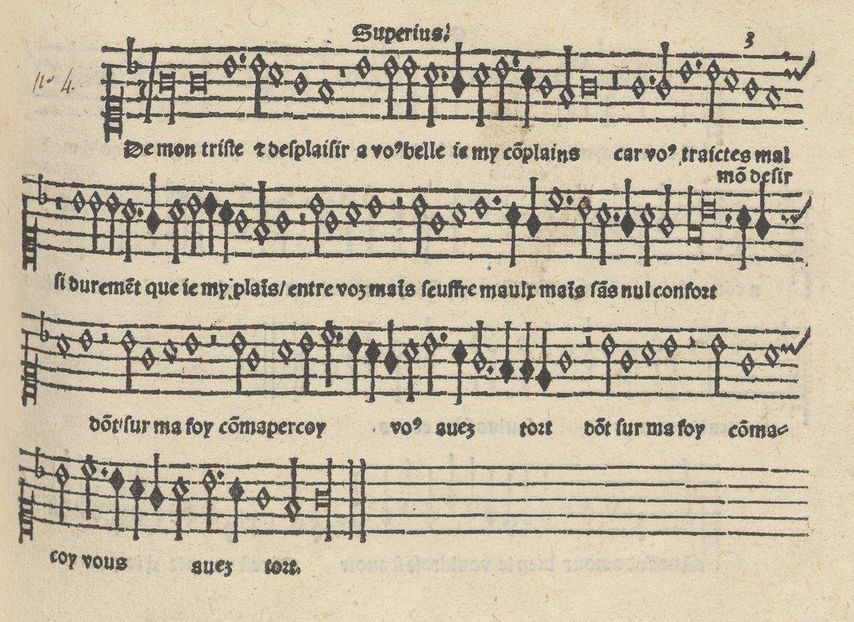
Chanson De mon triste déplaisir (superius) (édition de Pierre Attaingnant, 1529).

Ses 18 chansons exploitent des styles divers, des compositions à trois jusqu’à la forme classique de la « chanson parisienne ». 

### Pièces douteuses
Elles sont nombreuses (un magnificat, huit motets, quatre chansons).

## Discographie sélective
- Jean Richafort, Requiem in memoriam Josquin Desprez, Huelgas Ensemble, dir. Paul Van Nevel. 1 CD Harmonia Mundi, réf. 901730, 2002.
- Jean Richafort, Requiem, The King’s Singers. 1 CD Signum Classics, réf. SIGCD326, 2013.
- Jean Richafort, Secular & sacred works (Requiem, motets & chansons, arranged for guitar by Noël Akchoté). Downloads, réf. JRF61, 2014.
- The Leiden choirbooks, vol. 9. Egidius Kwartet and College, 1 CD.
- Jean Richafort, A requiem for Josquin [avec des œuvres de Josquin et Gombert]. CD Hyperion, réf. CDA67959.